# Fu’ad Fadżdżari
Fu’ad Fadżdżari, Fouad Fajari (ar. فؤاد فجاري; ur. 18 kwietnia 1989) – marokański zapaśnik walczący w stylu klasycznym. Olimpijczyk z Londynu 2012, gdzie zajął dziewiętnaste miejsce w kategorii 55 kg.
Zajął dwudzieste miejsce na mistrzostwach świata w 2018. Czternasty w indywidualnym Pucharze Świata w 2020. Wicemistrz igrzysk afrykańskich w 2019. Trzeci na igrzyskach śródziemnomorskich w 2013 i piąty w 2022. Sześciokrotny medalista mistrzostw Afryki w latach 2013 - 2022. Piąty na igrzyskach panarabskich w 2011 i wicemistrz arabski w 2010 roku.
- Turniej w Londynie 2012

Przegrał w pierwszej rundzie z Duńczykiem Håkanem Nyblomem i odpadł z turnieju.